# Église Santa Maria di Cartignano
L'église Santa Maria di Cartignano est une église située en Italie, dans la commune de Bussi sul Tirino (Abruzzes, province de Pescara).

## Origine
Le monastère de Santa Maria di Cartignano existait sous forme de cellule sous la dépendance de l’abbaye du Mont-Cassin depuis le début du XIe siècle : en 1021, une bulle papale cite une cellule bénédictine dédiée à saint Benoît, Il reçoit un petit terrain donné par un prêtre nommé Anserano. La dépendance au Mont Cassin est attestée par des diplômes de confirmation des possessions cassinoises émis à répétition par les empereurs, à commencer par Édouard II en 1023, puis par Conrad II et Henri III, jusqu’à celui émis par Lothaire en 1137, dans laquelle l’église est mentionnée sous le nom de Santa Maria di Carciniano. 
Dans le système diffus de dépendances du Mont Cassin articulé entre monastères cellules et églises situées dans le territoire des Abruzzes, Santa Maria fut l’un des nombreux cenobi qui assumaient le nom de préposition, en tant que gouverné par un préposé. On nous apprend que le moine Ranieri y fut préposé au milieu du XIe siècle, dont le nom apparaît en fait dans les actes de 1038,1043 et 1044, et d’un certain moine Jean qui occupa des charges similaires dans les années suivantes, comme nous l’attestent des documents entre 1057 et 1079. Au cours de ces années, les dons de biens furent nombreux. 